# Михайлівська селищна рада (Михайлівський район)
Миха́йлівська се́лищна ра́да — адміністративно-територіальна одиниця та орган місцевого самоврядування в Василівському районі Запорізької області. Адміністративний центр — селище міського типу Михайлівка.

## Загальні відомості
Михайлівська селищна рада утворена в 1923 році.
- Територія ради: 37,14 км²
- Населення ради: 14 192 особи (станом на 2001 рік)

## Населені пункти
Селищній раді підпорядковані населені пункти:
- смт Михайлівка
- с. Вовківка
- с. Тарсалак
- с. Нововолодимирівка
- с. Першотравневе
- с. Петрівка

## Склад ради
Рада складається з 30 депутатів та голови.
- Голова ради: Ракша Олександр Васильович
- Секретар ради: Лактіонов Олександр Володимирович

### Керівний склад попередніх скликань
| Прізвище, ім'я, по батькові | Основні відомості                                                                                         | Дата обрання | Дата звільнення |
| --------------------------- | --- | ------------ | --------------- |
| Ракша Олександр Васильович  | Селищний голова, 1956 року народження, освіта вища, член Соціал-демократичної партії України (об'єднаної) | 26.03.2006   | 31.10.2010      |
| Ракша Олександр Васильович  | Селищний голова, 1956 року народження, освіта вища, член Партії регіонів                                  | 31.10.2010   |                 |

Примітка: таблиця складена за даними сайту Верховної Ради України

### Депутати
За результатами місцевих виборів 2010 року депутатами ради стали:

#### За суб'єктами висування
| Суб'єкт висування                                       | Кількість обраних депутатів | %    |
| ------------------------------------------------------- | --------------------------- | ---- |
| Партія регіонів                                         | 19                          | 63,3 |
| Комуністична партія України                             | 5                           | 16,7 |
| Самовисування                                           | 4                           | 13,3 |
| Політична партія Всеукраїнське об'єднання «Батьківщина» | 1                           | 3,3  |
| Політична партія «Сильна Україна»                       | 1                           | 3,3  |

#### За округами
| № округу                                                | Прізвище, ім'я, по батькові       | Дата визнання обраним | Освіта  | Партійна приналежність                        | Відомості про обраного депутата                                                |
| ------------------------------------------------------- | --------------------------------- | --------------------- | ------- | --------------------------------------------- | ------------------------------------------------------------------------------ |
| Комуністична партія України                             |                                   |                       |         |                                               |                                                                                |
| 10                                                      | Хоролець Ангеліна Вікторівна      | 03.11.2010            | середня | позапартійна                                  | ТМО Михалівського району, операційна медсестра                                 |
| 12                                                      | Ніценко Володимир Єгорович        | 03.11.2010            | вища    | позапартійний                                 | пенсіонер                                                                      |
| 20                                                      | Сінченко Світлана Миколаївна      | 03.11.2010            | вища    | позапартійна                                  | Михайлівська загальноосвітня школа І-ІІ ст., вчитель                           |
| 25                                                      | Лактіонов Олександр Володимирович | 03.11.2010            | вища    | позапартійний                                 | пенсіонер                                                                      |
| 29                                                      | Жуліда Марина Олександрівна       | 03.11.2010            | вища    | позапартійна                                  | управління Держказначейства, провідний спеціаліст                              |
| Партія регіонів                                         |                                   |                       |         |                                               |                                                                                |
| 1                                                       | Неділько Олексій Павлович         | 03.11.2010            | вища    | член Партії регіонів                          | управління АПР Михайлівської райдержадміністрації, головний спеціаліст агроном |
| 2                                                       | Сьомкіна Тетяна Василівна         | 03.11.2010            | середня | член Партії регіонів                          | приватний підприємець                                                          |
| 3                                                       | Кука Леонід Іванович              | 03.11.2010            | середня | член Партії регіонів                          | пенсіонер                                                                      |
| 4                                                       | Белименко Роман Валерійович       | 03.11.2010            | вища    | член Партії регіонів                          | Михайлівське відділення АТ «РайффайзенБанк Аваль», начальник                   |
| 6                                                       | Калужська Лариса Григорівна       | 03.11.2010            | вища    | член Партії регіонів                          | Михайлівська райдержадміністрація, заступник голови                            |
| 8                                                       | Стадніченко Ігор Миколайович      | 03.11.2010            | вища    | позапартійний                                 | Михайлівське ВПУ, викладач                                                     |
| 13                                                      | Величко Андрій Володимирович      | 03.11.2010            | середня | член Партії регіонів                          | приватний підприємець                                                          |
| 14                                                      | Кармазенко Анатолій Васильович    | 03.11.2010            | вища    | член Партії регіонів                          | Михайлівська загальноосвітня школа № 2, вчитель                                |
| 15                                                      | Шаламова Надія Дмитрівна          | 03.11.2010            | вища    | член Партії регіонів                          | тимчасово не працює                                                            |
| 17                                                      | Богдан Федір Миколайович          | 03.11.2010            | вища    | член Партії регіонів                          | Михайлівське УПСЗН, головний спеціаліст                                        |
| 18                                                      | Скрипнік Олена Петрівна           | 03.11.2010            | середня | член Партії регіонів                          | ТМО Михайлівського району, старша акушерка                                     |
| 19                                                      | Горлова Олена Іванівна            | 03.11.2010            | середня | член Партії регіонів                          | Михайлівська нафтобаза, оператор                                               |
| 21                                                      | Синьоока Світлана Марківна        | 03.11.2010            | середня | член Партії регіонів                          | СП «Юлена», бригадир-рахівник                                                  |
| 22                                                      | Зубець Зінаїда Гаврилівна         | 03.11.2010            | вища    | член Партії регіонів                          | пенсіонер                                                                      |
| 23                                                      | Бутенко Тетяна Сергіївна          | 03.11.2010            | середня | член Партії регіонів                          | ТМО Михайлівського району, медстатист                                          |
| 26                                                      | Веретельник Олег Валентинович     | 03.11.2010            | середня | член Партії регіонів                          | приватний підприємець                                                          |
| 27                                                      | Гіпоть Антоніна Петрівна          | 03.11.2010            | середня | член Партії регіонів                          | тимчасово не працює                                                            |
| 28                                                      | Денисенко Олена Іванівна          | 03.11.2010            | вища    | член Партії регіонів                          | Михайлівська гімназія, заступник директора                                     |
| 30                                                      | Притика Юрій Георгійович          | 03.11.2010            | середня | член Партії регіонів                          | тимчасово не працює                                                            |
| Політична партія Всеукраїнське об'єднання «Батьківщина» |                                   |                       |         |                                               |                                                                                |
| 7                                                       | Балабатько Анатолій Моїсейович    | 03.11.2010            | вища    | член Всеукраїнського об'єднання «Батьківщина» | пенсіонер                                                                      |
| Політична партія «Сильна Україна»                       |                                   |                       |         |                                               |                                                                                |
| 5                                                       | Саютіна Ірина Станіславівна       | 03.11.2010            | вища    | член Політичної партії «Сильна Україна»       | Відділ освіти Михайлівської райдержадміністрації, методист                     |
| Самовисування                                           |                                   |                       |         |                                               |                                                                                |
| 9                                                       | Веселова Варвара Вікторівна       | 03.11.2010            | середня | член Партії регіонів                          | Михайлівська загальноосвітня школа № 1, оператор комп'ютерного набору          |
| 11                                                      | Куліш Володимир Володимирович     | 03.11.2010            | вища    | позапартійний                                 | Михайлівська райдержадміністрація, начальник юридичного відділу                |
| 16                                                      | Гречка Анна Анатоліївна           | 03.11.2010            | вища    | позапартійна                                  | ТВБВ № 10007/0215 ВАТ"Ощадбанк", керуюча відділенням                           |
| 24                                                      | Олійник Володимир Петрович        | 03.11.2010            | вища    | позапартійний                                 | областне управління земельних ресурсів, інспектор                              |